# Moto Guzzi Normale
La Moto Guzzi Normale è la prima motocicletta costruita in serie dalla Moto Guzzi, prodotta dal 1921 fino al 1924. In essa sono racchiuse le principali caratteristiche che caratterizzarono molti modelli Guzzi per vari decenni.

## Storia
La Normale fu la diretta evoluzione del prototipo G.P. 500 realizzato nel 1919 e che precedette di un anno la fondazione della Casa dell’Aquila, dal quale differiva in alcune soluzioni che erano risultate troppo complesse, costose ed avveniristiche, tra cui la distribuzione monoalbero in testa a quattro valvole, giudicato ancora un sistema molto delicato e propenso alle rotture, preferendo due valvole contrapposte.
La produzione cominciò nel 1921 quando, nello stabilimento di Mandello del Lario, vennero assemblati 17 esemplari di questa sottocanna.
Per far conoscere al mercato il veicolo e le sue potenzialità si decise ricorrere alla partecipazione alle gare di lunga durata su strade. Il debutto nelle competizioni della Normale si svolse alla Milano-Napoli tenutasi nel settembre 1921, ultima prova stagionale del Campionato Motociclistico Italiano su Strada, iscrivendo le uniche due motociclette prodotte fino ad allora dopo le insistenze al pilota (poi politico) Aldo Finzi, entusiasta del nuovo modello dopo un breve collaudo: le due moto, pilotate da Mario Cavedini e Finzi, tagliarono il traguardo rispettivamente ventesima e ventiduesima, alla media di 44 km orari circa, senza aver subito alcun tipo di problema durante la percorrenza degli impegnativi 877 km della gara di gran fondo. Con la vittoria del mese successivo alla massacrante Targa Florio dal fratello di Finzi, Gino (prima vittoria della Guzzi), si consacrarono definitivamente l’affidabilità e le potenzialità della Normale.
Nel 1922, sulla base delle esperienze accumulate in gara, vennero applicate alcune modifiche al motore, tra cui un sistema di lubrificazione non più a tutta perdita, e la soppressione della doppia accensione, per motivi di costo e rivelatasi superflua date le già eccellenti qualità del motore.
La Normale, nonostante avesse ottenuto ottimi risultati nelle partecipazioni alle gare, non era più in grado di garantire buone probabilità di successo, e pertanto fu creato un nuovo modello studiato appositamente per le competizioni, la Corsa 2 V (abbreviata in C 2V), sostituendo la Normale nelle competizioni; quando si decise di applicare il telaio della C 2V anche al motore a due valvole contrapposte, alla fine del 1923, essa venne tolta dal listino e sostituita dal modello Sport (impropriamente noto come Sport 13).
Dal 1921 fino al 1923 furono prodotti in totale 2065 esemplari, venduti al prezzo di 8500 LIT, e gli ultimi rimasti in magazzino vennero veduti nel corso del 1924.

## Tecnica

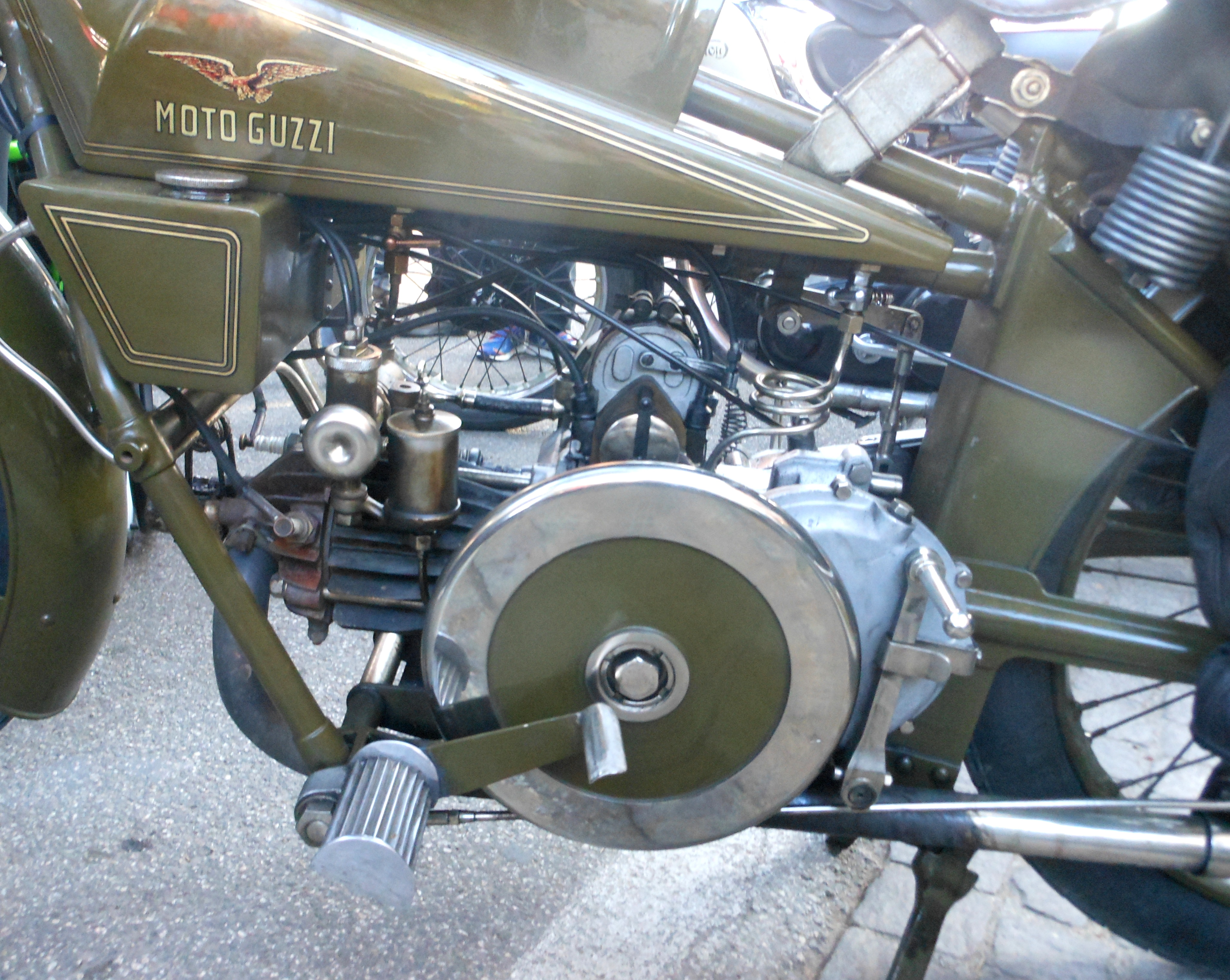
Il motore, sulla cui testata è possibile notare la doppia accensione

Il motore è un monocilindrico orizzontale di 500 cm³ con un rapporto alesaggio/corsa di 88 x 82 mm (diventato poi una caratteristica di quasi tutti i modelli prodotti successivamente dalla Guzzi), dotato di una distribuzione a due valvole in acciaio al nichel contrapposte, quella d’aspirazione laterale e richiamata con una molla cilindrica, mentre quella di scarico in testa, comandata da un’asta con bilanciere e richiamata con una molla a spillo, a differenza del prototipo G.P. 500, dotato di quattro valvole in testa parallele comandato da un monoalbero a camme ed alberello e coppie coniche; questa scelta fu dettata dalle necessità di ridurre i costi di produzione e di evitare un sistema ancora in fase di sviluppo, fragile e propenso a guasti; seppur non fosse una novità la distribuzione a valvole contrapposte, lo fu l’inversione dei condotti, l’aspirazione laterale e lo scarico in testa: in questo modo la valvola più calda è esposta direttamente al vento della corsa, oltre ai vantaggi prestazionali dovuti da un condotto di scarico dall’andamento più regolare che permettesse una più celere e completa evacuazione dei gas combusti.
Interessante poi la doppia doppia accensione, utilizzata per garantire una perfetta combustione della miscela anche in una camera di combustione piuttosto ampia, anche se dal 1922 essa venne mantenuta solamente come opzionale, date le eccellenti doti del propulsore anche con una sola candela (ed anche per motivi economici), preferendo alla seconda candela un originale dispositivo che evitasse la caduta della valvola di scarico all'interno della camera di combustione in caso di rottura.
Il cilindro ad alette radiali e la testa sono in ghisa, quest’ultima unita al basamento tramite tre lunghi prigionieri, mentre il pistone, in alluminio, è dotato di due coppie di segmenti di tenuta e due anelli raschiaolio; la biella, in acciaio al nichel, è a sezione tubolare ed è montata su cuscinetti di bronzo con zampe di ragno per la lubrificazione. In acciaio al nichel anche l’albero a gomiti, costituito da un solo pezzo al quale sono fissati dei contrappesi circolare con delle viti, e ruota su cuscinetti a sfera; ad esso è fissato quello che è poi diventato un simbolo della Guzzi, il grande volano esterno in acciaio stampato di diametro 280 mm.
Il carter è in alluminio fuso in terra, composto da due parti divise sulla verticale; quello sinistro è coperto da un coperchio che contiene la coppia di ingranaggi della trasmissione primaria (con parastrappi) e la frizione a dischi multipli metallici, alloggiata direttamente nella corona condotta, mentre quello destro è completato da una cartella che racchiude gli organi di comando della distribuzione, il magnete Bosch e, dal 1922, la pompa dell’olio; i primi modelli avevano quindi la lubrificazione semiautomatica: dal serbatoio principale, posto sotto quello della benzina, con una pompa manuale l’olio veniva inviato in una piccola coppa sul fondo del carter, dal quale, tramite una pompa ad ingranaggi azionata dall’albero motore, veniva mandato sotto pressione alla testa di biella. Il circuito di lubrificazione era quindi a tutta perdita, ovvero che il lubrificante, una volta utilizzato, non viene più rimesso in circolo, ma per gravità si accumula sul fondo del basamento: la quantità di olio contenuto nella coppa era però sufficiente per percorre circa 70 km, non era quindi necessario utilizzare continuamente la pompa manuale; il nuovo circuito di lubrificazione è costituito così da una pompa ad ingranaggi che direttamente dal serbatoio aspira l’olio e lo manda sotto pressione all’albero motore, e quello raccolto sul fondo del carter è prelevato tramite una pompa a palette (coassiale a quella di mandata) e riportato al serbatoio; la portata complessiva di 60 litri all’ora permette un’ottimale lubrificazione ed un rapido ricambio, con conseguente smaltimento di calore. Sempre sulla destra è montato un coperchio bombato che contiene il sistema per la messa in moto a pedale, il pignone della trasmissione finale e le due molle concentriche della frizione, che tengono pressati i dischi fra loro tramite un’asta che attraversa tutto l’albero primario del cambio. 
L’alimentazione è attuata tramite un carburatore motociclistico semiautomatico Amac con valvola a saracinesca e spillo conico, con due comandi a manettini per l’aria e l’acceleratore.
Il telaio è un blocco unico, a differenza del prototipo che aveva il triangolo posteriore imbullonato, ed è stata aggiunta per rinforzo una scatolatura in lamiera che dalla sella scende per raggiungere la parte inferiore del motore. La sella Brooks in cuoio è sistemata a soli 62 cm da terra, il che permette di mantenere una postura molto rilassata. La sospensione anteriore è a parallelogramma con due molle centrali, non ammortizzate.
Le ruote, a raggi, montano pneumatici Dunlop a tallone da 26” x 2 ½, e quella posteriore è montata su un mozzo con cuscinetti a sfera e sfilabile sulla destra. La ruota anteriore è priva di freni, mentre quella posteriore è dotata di un freno a tamburo laterale a due ganasce, una azionata da una leva sulla destra del manubrio e l’altra da un pedale sulla sinistra; il fatto di montare un freno così prestante sulla ruota posteriore e di non adottarlo su quella anteriore è dettato da una questione pratica: le strade dell’epoca erano prevalentemente sterrate e dal pessimo fondo, arrivando così in fase di frenata al frequente blocco delle ruote, ed era più consigliabile quindi utilizzare prevalentemente il freno della ruota posteriore, più semplice da controllare in caso di sbandata rispetto a quella anteriore.
Il serbatoio, del tipo sottocanna, contiene 10 litri di benzina, sopra il quale è fissata una cassetta metallica per gli attrezzi, a sezione circolare; completava il tutto  un ampio portapacchi. L’impianto di illuminazione, costituito da un faro ad acetilene, era fornito come opzionale.

## Prestazioni
La potenza erogata di 8 CV a 3.200 giri/m con un rapporto di compressione di 4:1 permetteva di spingere questa motocicletta fino alla velocità di circa 80 km/h, con un consumo medio di benzina di 30 km/l e di un litro d’olio ogni 350 km: un risultato notevole per l'epoca. Nel 1922, dopo una serie di piccole modifiche nella messa a punto del motore ed un innalzamento del rapporto di compressione a 4,7:1 si raggiunse la potenza di 8,5 CV, ottenuta a 3.400 giri/min, portando così il veicolo ad 85 km/h. Date le ottime prestazioni iniziali, il propulsore verrà sviluppato e impiegato su molti altri modelli prodotti nei decenni seguenti dalla Guzzi.